# Apolinary Leszek Kowal
Apolinary Leszek Kowal (ur. 16 lipca 1925 w Równem na Wołyniu, zm. 30 czerwca 2013 we Wrocławiu) – polski inżynier sanitarny, profesor Politechniki Wrocławskiej, kierownik Zakładu Technologii Wody i Ścieków.

## Życiorys
Był synem Stanisława i Józefy (z d. Wypych) Kowal. Uczęszczał do szkoły powszechnej i gimnazjum w Równem na Wołyniu. W czasie wojny został zmobilizowany do Wojska Polskiego, ukończył Oficerską Szkołę Artylerii w Riazaniu i brał udział w forsowaniu Nysy oraz w walkach na kierunku Drezno–Berlin. W r. 1950 podjął studia na Wydziale Inżynierii Sanitarnej Politechniki Wrocławskiej – studia inżynierskie ukończył w styczniu 1954 r. (pierwszy rocznik absolwentów, dyplom nr 2), a magisterskie w czerwcu 1956 r. Pracę naukowo-dydaktyczną rozpoczął w Politechnice Wrocławskiej w 1953 r., będąc jeszcze studentem, w Zakładzie Technologii Wody i Ścieków pod kierunkiem profesora Aleksandra Szniolisa – założyciela i pierwszego dziekana Wydziału Inżynierii Sanitarnej Politechniki Wrocławskiej. W 1960 r. uzyskał stopień doktora na Wydziale Budownictwa Politechniki Wrocławskiej i w sierpniu tegoż roku ożenił się z Alicją Zubrzycką doczekując się dwóch synów - Andrzeja i Adama. W tym samym roku otrzymał stypendium Departamentu Stanu USA i wyjechał na ponadroczne studia i praktykę zawodową w Johns Hopkins University w Baltimore, uzyskując tam dyplom Master of Science. W 1970 r. uzyskał stopień doktora habilitowanego na Wydziale Inżynierii Sanitarnej i Wodnej Politechniki Warszawskiej i został mianowany na stanowisko docenta w Politechnice Wrocławskiej. W 1977 r. otrzymał tytuł profesora nadzwyczajnego, a w 1990 r. – profesora zwyczajnego. W latach 1984–1990 był dyrektorem Instytutu Inżynierii Ochrony Środowiska Politechniki Wrocławskiej, a w latach 1990–1993 dziekanem Wydziału Inżynierii Sanitarnej/Środowiska Politechniki Wrocławskiej. W latach 1992–1995 był przewodniczącym Rady Nadzorczej Miejskiego Przedsiębiorstwa Wodociągów i Kanalizacji we Wrocławiu, a w latach 1985–1990 przewodniczącym Rady Dorzecza Środkowej Odry przy Regionalnym Zarządzie Gospodarki Wodnej we Wrocławiu. W 1995 r. przeszedł na emeryturę, ale pozostał aktywny jako konsultant i autor ekspertyz nt. problemów jakości i oczyszczania wody.

## Osiągnięcia naukowe
Profesor Kowal opublikował łącznie prawie 300 prac naukowych, (w tym ponad 30 za granicą, oraz 4 monografie, 6 skryptów dla studentów i 3 podręczniki) dotyczących zagadnień z zakresu procesów oczyszczania wód, czynników hamujących usuwanie żelaza i manganu z wód podziemnych, wpływów zjawisk biologicznych i fizyczno-chemicznych w procesie infiltracji na jakość wody, przyczyn pogarszania się jakości wód podziemnych, procesów oczyszczania wód in situ w warstwie wodonośnej, oraz na temat wykorzystania procesu adsorpcji do oczyszczania wód. Jego podręcznik akademicki „Technologia wody”, wydany w 1977 r., był pierwszym w kraju źródłem wiedzy z tego zakresu. Podręcznik jego współautorstwa „Oczyszczanie wody – podstawy teoretyczne i technologiczne, procesy i urządzenia”, doczekał się kilku wydań. Pod jego redakcją powstał pionierski podręcznik pt. „Odnowa wody”, wydany przez Oficynę Wydawniczą Politechniki Wrocławskiej. Profesor Kowal stworzył wrocławską szkołę naukową, znaną w kraju pod nazwą „Oczyszczanie i Odnowa Wody”. Był wychowawcą wielu pokoleń inżynierów, wypromował około 200 absolwentów Politechniki Wrocławskiej. Był promotorem 23 rozpraw doktorskich. Profesor Kowal był inicjatorem utworzenia w 1979 r. kwartalnika „Ochrona Środowiska”, pierwszego ogólnopolskiego czasopisma naukowego w tej dyscyplinie, wydawanego przez Oddział Dolnośląski PZITS (Polskie Zrzeszenie Inżynierów i Techników Sanitarnych). Przez ćwierć wieku (aż do końca życia) był jego Redaktorem Naczelnym i Przewodniczącym Rady Programowej. Czasopismo to jest obecnie notowane w prestiżowych światowych bazach, takich jak Science Citation Index Expanded (Web of Science), ProQuest, Elsevier, i EBSCO.

## Wybrane publikacje
- Apolinary L. Kowal. Technologia wody - Warszawa : Wydaw. "Arkady", 1977[5]
- Apolinary L. Kowal. Maria Świderska-Bróż. Oczyszczanie wody. Podstawy teoretyczne i technologiczne, procesy i urządzenia Wydawnictwo Naukowe PWN 2007. ISBN 978-83-01-15179-9[6].
- Apolinary L. Kowal. Odnowa wody : podstawy teoretyczne procesów. - Wyd. 2 popr. Oficyna Wydawnicza Politechniki Wrocławskiej. 1997[7]
- Karl Imhoff; Klaus R Imhoff; Edward Kempa; Apolinary Leszek Kowal; Jan Brzeski, (tłumacz). Kanalizacja miast i oczyszczanie ścieków: poradnik. Wydaw. Projprzem-EKO, 1996[8].
- Andrzej M. Dziubek, Apolinary L. Kowal. High-pH coagulation-adsorption: a new technology for water treatment and reuse - Water Science and Technology, 1989[9]

## Odznaczenia
Za zasługi w czasie wojny, A. L. Kowal otrzymał Medal za Udział w Walkach o Berlin, Medal Zwycięstwa i Wolności, oraz Medal Zasłużony na Polu Chwały. W pracy zawodowej, za swoje zasługi dla społeczeństwa otrzymał m.in. Krzyż Kawalerski Orderu Odrodzenia Polski, Złoty i Srebrny Krzyż Zasługi, Medal Komisji Edukacji Narodowej oraz wiele innych odznaczeń i nagród resortowych i regionalnych. W 2004 r. Profesor Kowal otrzymał godność Członka Honorowego PZITS, a ponadto był odznaczony Srebrną i Złotą Honorową Odznaką PZITS oraz NOTu- Naczelnej Organizacji Technicznej, prestiżową nagrodą AQUARINA (2009 r.) oraz medalem im. prof. Zygmunta Rudolfa (2000 r.). Za zasługi w rozwoju Politechniki Wrocławskiej w 2005 r. otrzymał z rąk JM Rektora prof. Tadeusza Lutego Medal Politechniki Wrocławskiej, a Jego nazwisko widnieje na pamiątkowej tablicy w holu gmachu głównego wśród najwybitniejszych osób związanych z tą uczelnią.